# ميكسو باتيلاينن
ميكسو باتيلاينن (بالفنلندية: Mixu Paatelainen)‏ (3 فبراير 1967 فنلندا - ) هو لاعب كرة قدم فنلندي، يلعب كمهاجم.

## مسيرته الكروية
لعب ميكسو باتيلاينن خلال مسيرته الاحترافية مع 10 أندية في ثلاثة وعشرون موسمًا وسجل خلالها 144 هدف ضمن 522 مباراة. حيث فاز في موسم واحد بالكأس ولم يفز بأي دوري.
خاض ميكسو باتيلاينن مسيرته مع نادي هكا في موسم 1985 واستمر معه طيلة ثلاثة مواسم، مشاركًا في 48 مباراة سجل خلالها 18 هدفًا. ثم انتقل إلى نادي دندي يونايتد في موسم 1987–88 ليلعب معه خمسة مواسم، حيث شارك في 133 مباراة سجل خلالها 33 هدفًا. لينتقل بعدها إلى نادي أبردين في موسم 1991–92 واستمر معه طيلة ثلاثة مواسم، مشاركًا في 75 مباراة سجل خلالها 23 هدفًا. ثم انتقل إلى نادي بولتون واندررز في موسم 1994–95 واستمر معه طيلة ثلاثة مواسم، مشاركًا في 69 مباراة سجل خلالها 15 هدفًا. هذا وانتقل لاحقًا إلى نادي وولفرهامبتون واندررز في موسم 1997–98 لمدة موسم واحد، مشاركًا في 23 مباراة ولم يسجل أي هدف. ثم انتقل بعدها إلى نادي هيبرنيان في موسم 1998–99 في المرة الأولى واستمر معه طيلة ثلاثة مواسم ثم في موسم 2002–03 لمدة موسم واحد، مشاركًا طوالها في 117 مباراة سجل خلالها 40 هدف. ليعود وينتقل من جديد، لكن هذه المرة إلى نادي ستراسبورغ في موسم 2001–02 لمدة موسم واحد، مشاركًا في 8 مباريات ولم يسجل أي هدف. لينتقل بعدها إلى نادي سانت جونستون في موسم 2003–04 لمدة موسم واحد، مشاركًا في 33 مباراة سجل خلالها 11 هدفًا. ثم لعب في نادي سانت ميرين في موسم 2004–05 لمدة موسم واحد، مشاركًا في 15 مباراة سجل خلالها 4 أهداف. ليعود ويرتحل عنه إلى نادي كاودينبيث لكرة القدم في موسم 2005–06 لمدة موسم واحد، مشاركًا في مباراة ولم يسجل أي هدف.

## روابط خارجية
- ميكسو باتيلاينن على موقع الاتحاد الدولي (مؤرشف)  (الإنجليزية)
- ميكسو باتيلاينن على موقع الاتحاد الأوربي (الإنجليزية)
- ميكسو باتيلاينن على موقع قاعدة بيانات كرة القدم.إي يو (الإنجليزية)
- ميكسو باتيلاينن على موقع ناشيونال فوتبول تيمز (الإنجليزية)
- ميكسو باتيلاينن على موقع Soccerbase.com (لاعب) (الإنجليزية)
- ميكسو باتيلاينن على موقع عالم كرة القدم.نت (الإنجليزية)